# 아마이드

아마이드(특히, 카복사마이드)의 일반 구조

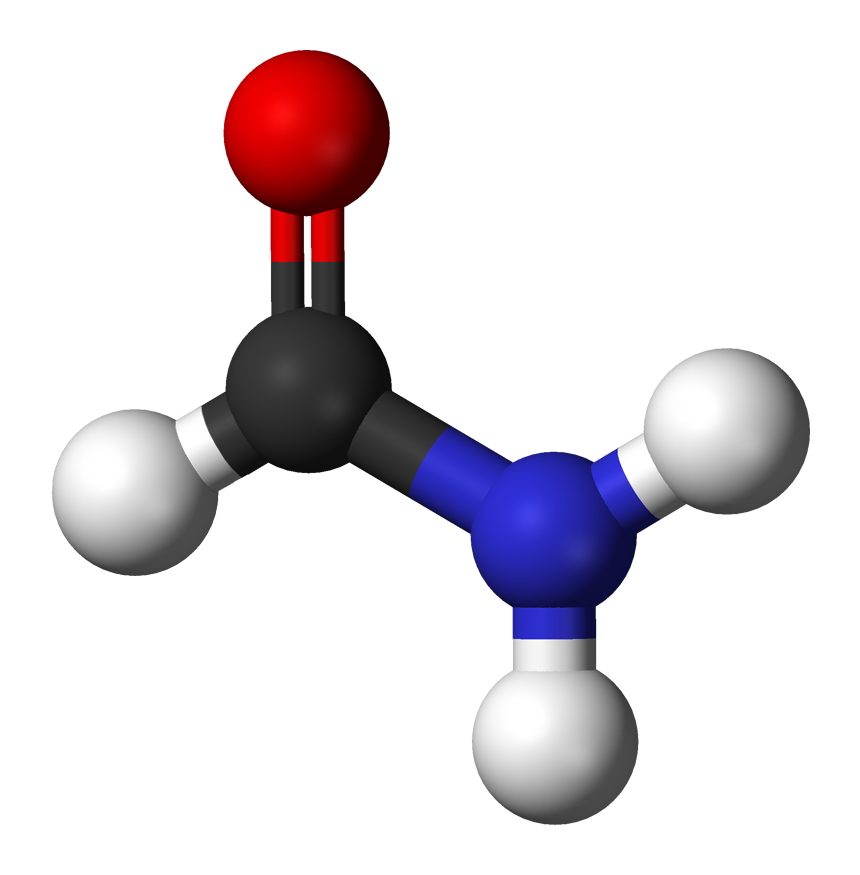
가장 단순한 아마이드인 폼아마이드

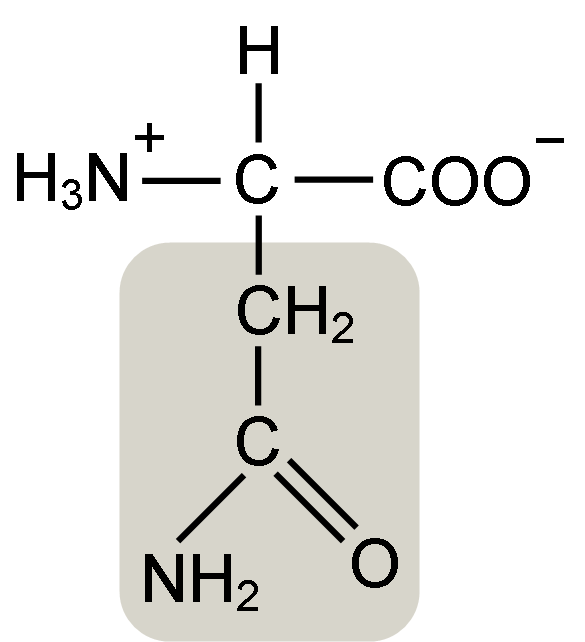
아마이드기를 포함하는 곁사슬(강조 표시됨)을 가지고 있는 아미노산인 아스파라긴(양쪽성 이온 형태)

아마이드(영어: amide)는 유기화학에서 일반식이 R−C(=O)−NR′R″인 화합물이며, 여기서 R, R', R″는 일반적으로 유기기 또는 수소 원자인 임의의 작용기를 나타낸다. 유기 아마이드(영어: organic amide) 또는 카복사마이드(영어: carboxamide)라고도 한다. 아마이드기는 단백질의 주사슬의 일부일 경우 펩타이드 결합이라고 하며, 아스파라긴과 글루타민처럼 곁사슬에 존재할 경우 아이소펩타이드 결합이라고 한다. 이는 하이드록실기(−OH)가 아민기(−NR′R″)로 대체된 카복실산(R−C(=O)−OH)의 유도체로 볼 수 있다. 또는 이와 동등하게 아실기(알칸오일기) (R−C(=O)−)가 아민기와 결합한다.
일반적인 아마이드로는 폼아마이드(H−C(=O)−NH
2), 아세트아마이드(H
3C−C(=O)−NH
2), 벤즈아마이드(C
6H
5−C(=O)−NH
2), 다이메틸폼아마이드(H−C(=O)−N(−CH
3)
2)가 있다. 아마이드의 드문 예로는 N-클로로아세트아마이드(H
3C−C(=O)−NH−Cl)와 클로로폼아마이드(Cl−C(=O)−NH
2)가 있다.
아마이드는 아민 하위 그룹이 −NH
2, −NHR 또는 −NRR' 형태를 갖는지 여부에 따라 1차, 2차, 3차로 분류되며, 여기서 R과 R'는 수소 이외의 그룹이다.

## 명명법
아마이드의 핵심인 −C(=O)−(N)을 아마이드기(영어: amide group)(구체적으로는 카복사마이드기(영어: carboxamide group))라고 한다.
일반적인 명명법에서는 모체산의 이름의 어간에 "아마이드"라는 용어를 추가한다. 예를 들어, 아세트산에서 유도된 아마이드는 아세트아마이드(CH3CONH2)라고 한다. 국제 순수·응용 화학 연합(IUPAC)은 에탄아마이드를 권장하지만, 이와 관련된 공식 명칭은 거의 찾아볼 수 없다. 아마이드가 1차 또는 2차 아민에서 유도된 경우, 질소의 치환기를 이름에서 먼저 표시한다. 따라서 다이메틸아민과 아세트산으로부터 형성된 아마이드는 N,N-다이메틸아세트아마이드(CH3CONMe2, 여기서 Me = CH3)이다. 보통 이 이름도 다이메틸아세트아마이드로 단순화된다. 고리형 아마이드는 락탐이라고 하며, 반드시 2차 또는 3차 아마이드이다.

## 활용
아마이드는 자연과 산업에 걸쳐 널리 퍼져 있다. 단백질과 나일론, 아라미드, 트와론, 케블라와 같은 중요한 플라스틱은 그 단위들이 아마이드기로 연결된 중합체(폴리아마이드)이다. 이러한 결합은 쉽게 형성되고, 구조적 강성을 제공하며, 가수분해에 저항성을 지닌다. 아마이드에는 파라세타몰, 페니실린, LSD와 같은 많은 약물뿐만 아나라 다른 많은 중요한 생물학적 화합물이 포함되어 있다. 다이메틸폼아마이드와 같은 저분자량 아마이드는 일반적인 용매이다.

## 구조와 결합

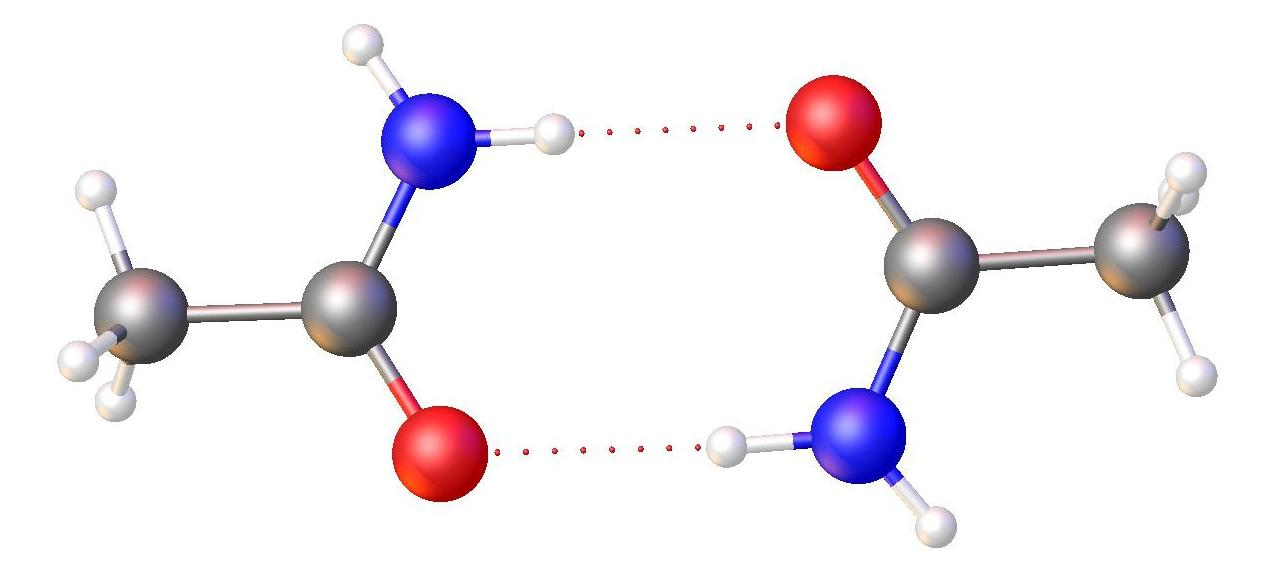
X선 결정학을 통해 얻은 아세트아마이드 수소 결합 이량체의 구조. 선택된 거리: C-O: 1.243, C-N, 1.325, N---O, 2.925 Å. 색상 코드: 빨간색 = O, 파란색 = N, 회색 = C, 흰색 = H.

질소 원자의 고립 전자쌍은 카보닐기로 비편재화되어 질소와 탄소 사이에 부분적인 이중 결합을 형성한다. 실제로 O, C, N 원자는 비편재화된 전자로 채워진 분자 궤도를 가지고 있어서 공액계를 형성한다. 따라서 아마이드에서 질소의 3개의 결합은 아민의 경우처럼 피라미드 모양이 아니라 평면 모양이다. 이러한 평면 모양으로의 제한은 N 결합에 대한 회전을 방해하므로 해당 분자의 벌크 물질의 기계적 특성과 해당 결합에 의해 구성된 거대분자의 입체배치적 특성에 중요한 영향을 미친다. 회전할 수 없다는 점은 아마이드기와 에스터기의 차이점이며, 에스터기는 회전을 허용하여 더 유연한 벌크 물질을 만든다.
아마이드의 C-C(O)NR2 코어는 평면이다. C=O 거리는 C-N 거리보다 약 10% 짧다. 아마이드의 구조는 중성 구조(A)와 양쪽성 이온 구조(B)의 두 가지 대체 구조 사이의 공명으로도 설명할 수 있다.
|  |

아세트아마이드의 경우 중성 구조(A)는 구조에 62% 기여하는 반면 양쪽성 이온 구조(B)는 28% 기여하는 것으로 추정된다. 이 수치는 위 그림에서 나타나지 않는 덜 중요한 공명 형태가 더 있기 때문에 합산이 100%가 되지 않는다. 활성 그룹의 수소와 질소 원자 사이에도 수소 결합이 존재한다. 매우 긴장된 퀴누클리돈에서는 공명이 대부분 방지된다.
IR 스펙트럼에서 아마이드는 1650 cm−1 근처에서 적당히 강한 νCO 밴드를 나타낸다. 이 밴드의 에너지는 에스터와 케톤의 νCO 보다 약 60 cm-1 낮다. 이 차이는 양쪽성 이온 공명 구조의 영향을 반영한다.

### 염기성도
아민에 비해 아마이드는 매우 약한 염기이다. 아민의 짝산의 pKa가 약 9.5인 반면, 아마이드의 짝산의 pKa는 약 -0.5이다. 따라서 아민과 비교했을 때 아마이드는 물에서 눈에 띄는 산-염기 특성을 갖지 않는다. 이러한 상대적인 염기성 부족은 카보닐기가 아민으로부터 전자를 끌어내는 것으로 설명된다. 반면, 아마이드는 카복실산, 에스터, 알데하이드, 케톤보다 훨씬 강한 염기이다(이들의 짝산의 pKa는 −6과 −10 사이이다).
1차 또는 2차 아마이드의 양성자는 쉽게 분리되지 않으며, pKa는 보통 15보다 훨씬 높다. 반대로, 극도로 산성인 조건에서 카보닐기의 산소는 약 −1의 pKa로 양성자화될 수 있다. 이는 질소의 양전하 때문만은 아니고 공명을 통해 얻은 산소의 음전하 때문이기도 하다.

### 수소 결합과 용해도
산소의 전기음성도가 질소보다 크기 때문에 카보닐기(C=O)는 N–C 쌍극자보다 더 강한 쌍극자이다. C=O 쌍극자 및 N–C 쌍극자의 존재로 인해 아마이드는 수소 결합 수용체 역할을 할 수 있다. 1차 및 2차 아마이드에서는 N–H 쌍극자가 존재하기 때문에 아마이드가 수소 결합 공여체 역할도 할 수 있다. 따라서 아마이드는 물 및 기타 양성자성 용매와 수소 결합에 참여할 수 있다. 산소 원자는 물로부터 수소 결합을 받을 수 있고, N–H의 수소 원자는 수소 결합을 공여할 수 있다. 이러한 상호 작용의 결과로 아마이드의 수용성은 해당 탄화수소의 수용성보다 커진다. 이러한 수소 결합은 단백질의 2차 구조에서도 중요한 역할을 한다.
아마이드와 에스터의 용해도는 거의 비슷하다. 일반적으로 아마이드는 수소 결합을 주고 받을 수 있기 때문에 비슷한 아민과 카복실산보다 용해도가 낮다. N,N-다이메틸폼아마이드를 제외한 3차 아마이드는 물에 대한 용해도가 낮다. N,N-다이메틸폼아마이드를 제외한 3차 아마이드는 물에 대한 용해도가 낮다.

## 반응
아마이드는 친핵성 치환 반응에 쉽게 참여하지 않는다. 아마이드는 물에 안정하며 에스터보다 가수분해에 대한 안정성이 약 100배 더 높다. 그러나 아마이드는 산이나 염기의 존재 하에 카복실산으로 가수분해될 수 있다. 아마이드 결합의 안정성은 생물학적 의미를 갖고 있는데, 단백질을 구성하는 아미노산은 아마이드 결합으로 연결되어 있기 때문이다. 아마이드 결합은 수용액 환경에서 단백질의 구조를 유지할 수 있을 만큼 가수분해에 대한 저항성이 있지만 촉매 가수분해에는 취약하다.
1차 및 2차 아마이드는 탄소 친핵체와 유용하게 반응하지 않는다. 그 대신 그리냐르 시약과 유기 리튬은 아마이드 N-H 결합의 양성자를 제거한다. 3차 아마이드는 이러한 문제가 발생하지 않으며, 탄소 친핵체와 반응하여 케톤을 생성한다. 아마이드 음이온(NR2−)은 매우 강한 염기이기 때문에 이탈기가 매우 약해 친핵성 공격이 1번만 일어난다. 탄소 친핵체와 반응할 때 N,N-다이메틸폼아마이드(DMF)를 사용하여 폼일기를 도일할 수 있다.
|  |

여기서 페닐리튬 1은 N,N-다이메틸폼아마이드(DMF) 2의 카보닐기를 공격하여 사면체형 중간성성물인 3을 생성한다. 다이메틸아마이드 음이온은 이탈기가 좋지 않기 때문에 중간생성물이 붕괴되지 않고 또 다른 친핵성 첨가 반응이 일어나지 않는다. 산성으로 처리하면 알콕사이드가 양성자화되어 화합물 4가 형성되고, 그런 다음 아민이 양성자화되어 화합물 5가 생성된다. 다이메틸아민의 중성 분자가 제거되고 양성자가 손실되면 벤즈알데하이드 6이 생성된다.

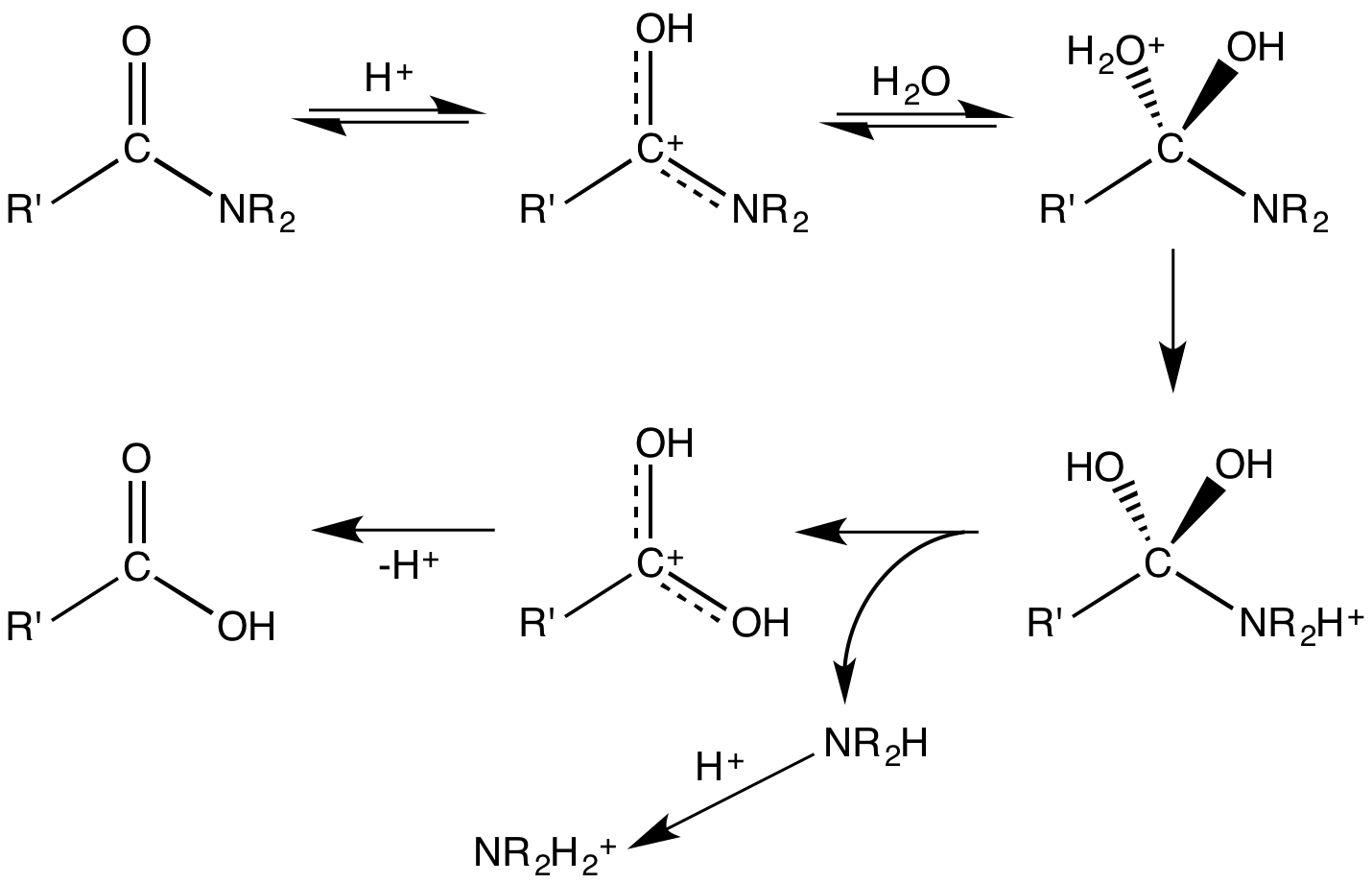
아마이드의 산 매개 가수분해에 대한 메커니즘

### 가수분해
아마이드는 뜨거운 알칼리 조건에서 뿐만 아니라 강한 산성 조건에서도 가수분해된다. 산성 조건에서는 카복실산과 암모늄 이온이 생성되고, 염기성 가수분해에서는 카복실산 이온과 암모니아가 생성된다. 산성 조건에서 처임 생성된 아민의 양성자화와 염기성 조건에서 처음 생성된 카복실산의 탈양성자화는 이러한 공정을 비촉매적이고 비가역적으로 만든다. 양성자 이외의 친전자체는 카보닐 산소와 반응한다. 이 단계는 종종 가수분해에 앞서 이루어지며, 가수분해는 브뢴스테드 산과 루이스 산에 의해 촉매된다. 펩티데이스와 일부 합성 촉매는 종종 카보닐 산소에 친전자체를 부착하여 작동한다.
| 반응명                   | 생성물                     | 시약                                            |
| ------------------------ | -------------------------- | ----------------------------------------------- |
| 탈수                     | 나이트릴                   | 시약: 오산화 인, 벤젠설포닐 클로라이드, TFAA/py |
| 호프만 자리옮김          | 탄소 원자가 하나 적은 아민 | 시약: 브로민과 수산화 나트륨                    |
| 아마이드 환원            | 아민, 알데하이드           | 시약: 가수분해에 이은 수소화 알루미늄 리튬      |
| 빌스마이어-하크 반응     | 알데하이드 (이민을 통한)   | POCl3, 방향족 기질, 폼아마이드                  |
| 비슐러-나피에랄스키 반응 | 고리형 아릴 이민           | POCl3, SOCl2 등                                 |
| 호변이성질성 염소화      | 염화 이미도일              | 친산소성 할로젠화제, 예: COCl2 또는 SOCl2       |

## 합성

### 카복실산 및 관련 화합물로부터
아마이드는 일반적으로 카복실산과 아민을 결합시켜 제조된다. 직접적인 반응에는 일반적으로 물을 제거하기 위해 다음과 같이 높은 온도를 필요로 한다.
RCO
2H + R'
2NH → RCO−
2  +  R'
2NH+
2
RCO−
2  +  R'
2NH
2 → RC(O)NR'
2 + H
2O
에스터는 카복실산에 비해 훨씬 우수한 기질이다.
또한 산 염화물(쇼텐-바우만 반응)과 무수물(루미에르-바르비어 법) 모두를 "활성화"하면 아민과 반응하여 아마이드를 생성한다.
RCO
2R" + R'
2NH → RC(O)NR'
2  +  R"OH
RCOCl + 2R'
2NH → RC(O)NR'
2  +  R'
2NH+
2Cl−

(RCO)
2O + R'
2NH → RC(O)NR'
2  +  RCO
2H
펩타이드 합성에는 HATU, HOBt 또는 PyBOP와 같은 커플링제가 사용된다.

### 나이트릴로부터
나이트릴의 가수분해는 지방산 아마이드를 생산하기 위해 산업적 규모로 수행된다. 실험실에서의 실험 방법도 사용 가능하다.

### 특수 경로
또한 많은 특수한 방법을 통해서도 아마이드가 생성된다. 다양한 시약(예: 트리스(2,2,2-트라이플루오로에틸) 보레이트)이 특수 응용 분야를 위해 개발되었다.
| 반응명                            | 기질                                             | 세부 사항                                                                                        |
| --------------------------------- | ------------------------------------------------ | ------------------------------------------------------------------------------------------------ |
| 베크만 자리옮김                   | 고리형 케톤                                      | 시약: 하이드록실아민과 산                                                                        |
| 슈미트 반응                       | 케톤                                             | 시약: 하이드라조산                                                                               |
| 빌게로트 반응                     | 아릴 알킬 케톤                                   | 황 및 모르폴린                                                                                   |
| 파세리니 반응                     | 카복실산, 케톤 또는 알데하이드                   |                                                                                                  |
| 우기 반응                         | 아이소사이아나이드, 카복실산, 케톤, 1차 아민     |                                                                                                  |
| 보드루 반응                       | 카복실산, 그리냐르 시약과 아닐린 유도체인 ArNHR' |                                                                                                  |
| 채프먼 자리옮김                   | 아릴 이미노 에터                                 | N,N-다이아릴 아마이드의 경우, 반응 메커니즘은 친핵성 방향족 치환에 기초한다.                     |
| 로이카르트 아마이드 합성          | 아이소사이아네이트                               | 알루미늄 삼염화물을 촉매로 하여 아렌과 아이소사이아네이트가 반응하여 방향족 아마이드가 형성된다. |
| 리터 반응                         | 알켄, 알코올 또는 기타 카보늄 이온 공급원        | 농축된 산의 존재 하에 나이트릴과 카보늄 이온 사이의 첨가 반응을 통해 생성된 2차 아마이드         |
| 올레핀에 폼아마이드의 광분해 첨가 | 말단 알켄                                        | 말단 알켄과 폼아마이드 사이의 자유 라디칼 동종 반응                                              |
| 탈수소화 커플링                   | 알코올, 아민                                     | 루테늄 탈수소화 촉매가 필요하다.                                                                 |
| 트랜스아마이드화                  | 아마이드                                         | 일반적으로 느림                                                                                  |

## 같이 보기
- 아미노 라디칼
- 이미드산
- 금속 아마이드